# Дадашев, Мухтар Баба оглы
Мухтар Баба оглы Дадашев (азерб. Muxtar Dadaşov, 11 сентября 1913, Баку — 7 мая 1998) — советский и азербайджанский актёр театра и кино, кинорежиссёр, сценарист и кинооператор. Заслуженный деятель искусств Азербайджанской ССР (1960), народный артист Азербайджанской ССР (1976), лауреат государственной премии Азербайджанской ССР (1980). Член КПСС с 1942 года.

## Краткая биография
Родился 11 сентября 1913 года в Баку. С 1924 г. — актёр Азербайджанского театра им. Азизбекова (Баку), в 1929—1931 гг. — актёр Бакинского ТЮЗа. С 1931 г. — оператор-постановщик киностудии Азерфильм (впоследствии — Бакинской киностудии и Азербайджанфильм имени Джафара Джаббарлы).
Скончался 7 мая 1998 года.

## Фильмография

### Pоли в кино
- 1934 — Живой бог — Абдураим
- 1969 — В этом южном городе — Гасан

### Режиссёр
- 1968 — Именем закона
- 1974 — В Баку дуют ветры

### Сценарист
- 1945 — Аршин мал-алан
- 1968 — Именем закона
- 1974 — В Баку дуют ветры

### Оператор
- 1940 — Новый горизонт
- 1941 — Сын Родины (короткометражный)
- 1942 — Бахтияр
- 1943 — Подводная лодка Т-9
- 1945 — Аршин мал-алан
- 1947 — По ту сторону Аракса

## Награды
- Орден «Слава» (1998)
- Орден «Знак Почёта» (1946)
- Народный артист Азербайджанской ССР (1976)
- Заслуженный деятель искусств Азербайджанской ССР (1960)
- Государственная премия Азербайджанской ССР (1980)
- Почётная грамота Азербайджанской Республики (1993)[3]